# Калисантарана-упанишада
«Ка́лисанта́рана-упаниша́да» (санскр. कलिसन्तरन IAST: Kalisaṇṭāraṇa Upaniṣad) — вайшнавский ведантический текст, примыкающий к «Яджурведе». 
Эта упанишада имеет особое значение для кришнаитов, так как в ней упоминается мантра «Харе Кришна». 
Также эту упанишаду признают авторитетным текстом, категории Шрути, в традициях Шри-вайшнавизма и Смартизма.
В каноне 108 Упанишад, «Калисантарана-упанишада» стоит в списке под номером 103. В этой Упанишаде, Нарада получает наставления от Брахмы:
Внимай же тому, что все Веды держат в секрете, и с помощью чего возможно вырваться из круговорота рождения и смерти. Тот, кто просто повторяет имена изначального пуруши господа Нараяны, легко освобождается от неблагоприятного влияния Кали-юги.
Когда Нарада спросил, что за «имена Нараяны» Брахма имеет в виду, Брахма ответил:
Харе Рама Харе Рама, Рама Рама Харе Харе, Харе Кришна Харе Кришна, Кришна Кришна Харе Харе; эти шестнадцать имён способны разрушить всё неблагоприятное воздействие века Кали. Во всех Ведах не существует более возвышенной духовной практики, чем повторение этих имён.
В этой Упанишаде также утверждается, что тот, кто повторит мантру «Харе Кришна» 35 миллионов раз освободится от всех грехов, включая даже такой тяжкий грех как убийство брахмана.